# A.S.D. Fersina Perginese
ASD Fersina Perginese là một câu lạc bộ bóng đá Ý đến từ Pergine Valsugana, Trentino-Alto Adige / Südtirol.

## Lịch sử

### Thành lập
Câu lạc bộ được thành lập vào năm 2009 sau khi sáp nhập với các đội của AS Fersina và AC Perginese.

### Serie D
Trong mùa 2011-12 đội đã được thăng hạng từ Eccellenza Trentino-Alto Adige / Südtirol lên Serie D.

## Màu sắc và huy hiệu
Màu sắc của đội là vàng và đen.

## Danh hiệu
- Eccellenza Trentino-Alto Adige / Südtirol:
  - Chiến thắng (1): 2011-12
- Coppa Italia Trentino-Alto Adige / Südtirol:
  - Chiến thắng (2): 2010–11, 2011–12